# Гамбел Тауншип (округ Лайкомінг, Пенсільванія)
Гамбел Тауншип (англ. Gamble Township) — селище (англ. township) в США, в окрузі Лайкомінг штату Пенсільванія. Населення — 778 осіб (2020).

## Демографія
Згідно з переписом 2010 року, у селищі мешкало 756 осіб у 309 домогосподарствах у складі 224 родин. Було 402 помешкання
Расовий склад населення:
| - 99,3 % — білих - 0,1 % — корінних американців - 0,1 % — азіатів |

До двох чи більше рас належало 0,4 %. Частка іспаномовних становила 0,0 % від усіх жителів.
За віковим діапазоном населення розподілялося таким чином: 21,3 % — особи молодші 18 років, 63,1 % — особи у віці 18—64 років, 15,6 % — особи у віці 65 років та старші. Медіана віку мешканця становила 47,5 року. На 100 осіб жіночої статі у селищі припадало 106,0 чоловіків;  на 100 жінок у віці від 18 років та старших — 99,7 чоловіків також старших 18 років.
Середній дохід на одне домашнє господарство  становив 72 491 долар США (медіана — 62 768), а середній дохід на одну сім'ю — 78 224 долари (медіана — 64 583). Медіана доходів становила 48 958 доларів для чоловіків та 30 500 доларів для жінок. За межею бідності перебувало 2,4 % осіб, у тому числі 5,5 % дітей у віці до 18 років та 0,0 % осіб у віці 65 років та старших.
Цивільне працевлаштоване населення становило 417 осіб. Основні галузі зайнятості: освіта, охорона здоров'я та соціальна допомога — 25,2 %, виробництво — 17,5 %, роздрібна торгівля — 14,6 %.